# 루스 리스터

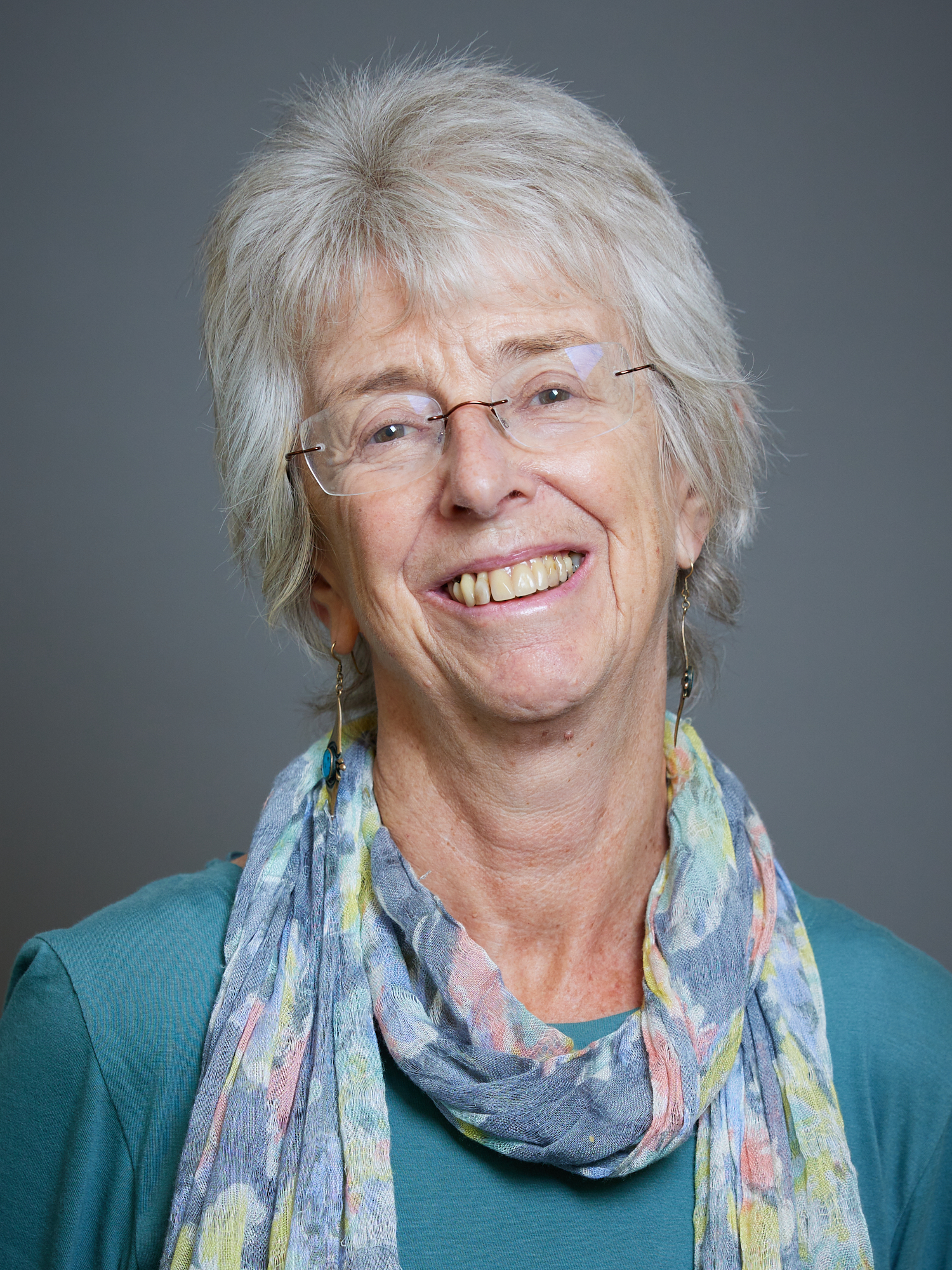

루스 리스터(Ruth Lister, 1949년 5월 3일 ~ )는 현재 러프버러 대학교의 사회 정책 교수이다. 그녀는 빈곤, 사회 보장 및 여성 시민권에 관한 많은 책, 팜플렛 및 기사를 저술하거나 기고했다.
그녀는 Dr Werner Bernard와 Daphne (née Carter) Lister 사이에서 태어났다. 그녀는 사립 학교에 다녔고 에식스 대학교에서 사회학 학사 학위를 받았고 서식스 대학교에서 다인종 연구 석사 학위를 받았다. 그녀는 또한 Caledonian University에서 명예 박사 학위를 받았다. 석사를 마친 후 그녀는 아동 빈곤 행동 그룹에서 일했다.